# Archanara flava
Archanara flava är en fjärilsart som beskrevs av Turner 1930. Archanara flava ingår i släktet Archanara och familjen nattflyn. Inga underarter finns listade i Catalogue of Life.